# NGC 949
NGC 949 è una galassia a spirale situata nella costellazione del Triangolo, a una distanza di circa 33 milioni di anni luce dalla nostra Via Lattea.

## Scoperta
La galassia è stata scoperta il 21 settembre 1786 dall'astronomo britannico di origine tedesca William Herschel.

## Descrizione
NGC 949 ha una classe di luminosità II e presenta una larga riga a 21 cm dell'idrogeno neutro.
Il database NASA/IPAC la considera una galassia di campo, il che implicherebbe che essa non sia legata ad alcun gruppo o ammasso di galassie, e quindi sarebbe gravitazionalmente isolata. In realtà NGC 949 fa parte del Gruppo di NGC 1023.
L'immagine ripresa dal telescopio spaziale Hubble mostra una presenza asimmetrica di linee oscure collegate alla presenza di polveri. Si ritiene che questo sia dovuto all'inclinazione della galassia rispetto alla nostra linea di vista, per cui la luce di alcune regioni deve attraversare parecchie zone ricche di polveri che di conseguenza appaiono scure.

## Gruppo di NGC 1023
NGC 949 fa parte del Gruppo di NGC 1023 situato nel Superammasso della Vergine, detto anche Superammasso locale. Questo gruppo comprende le galassie NGC 891, NGC 925, NGC 959, NGC 1003, NGC 1023, NGC 1058 e IC 239.